# Lucien Bianchi
Luciano "Lucien" Bianchi (Milánó, 1934. november 10. – Le Mans, 1969. március 30.) belga autóversenyző, az 1968-as Le Mans-i 24 órás autóverseny győztese, volt Formula–1-es pilóta. Unokaöccse, Jules Bianchi szintén autóversenyző volt.

## Életpályája
Olaszországban, Milánóban született, majd 1946-ban költözött Belgiumba édesapjával, aki a világháború előtt az Alfa Romeo egyik szerelője volt autóversenyeken.
Tizenhét évesen vett részt első versenyén. Az 1950-es évek végén több alkalommal is megnyerte a Tour de France elnevezésű autóversenyt Olivier Gendebien navigátoraként.

### Formula–1
Az 1959-es monacói nagydíjon debütált a Formula–1-ben. Ekkor azonban még nem tudta magát kvalifikálni a futamra.
Következő versenyén, 1960-ban a belga futamon a tizenötödik helyről rajtolva lett pontszerző. Nyolc kör hátrányban ért célba a győztes Jack Brabham mögött és lett hatodik. Rajthoz állt a francia valamint a brit nagydíjon is, ám egyik futamot sem fejezte be.
Az ezt követő években a sorozat több európai versenyén szerepelt, majd az 1968-as szezont a Cooper versenyzőjeként versenyezte végig. Az idény hét futamán indult, Monacóban harmadik, Spa-ban hatodik lett. Öt pontjával végül a tizenhetedik helyen zárta az összetett értékelést.

### Hosszútávú versenyek
Karrierje során több legendás hosszútávú autóversenyen győzött. 1962-ben Joakim Bonnier társaként megnyerte a Sebringi 12 órás versenyt. 1968-ban pedig a Le Mans-i 24 órás futamon lett első. Ekkor a mexikói Pedro Rodríguez volt a váltótársa.

## Halála
1969. március 30-án Le Mans-ban, a Circuit de la Sarthe versenypályán, egy tesztnapon balesetet szenvedett. Autója kigyulladt és életét vesztette.

## Eredményei

### Teljes Formula–1-es eredménysorozata
(Táblázat értelmezése)

(Félkövér: pole-pozícióból indult; dőlt: leggyorsabb kört futott) 

| Év   | Csapat                   | Modell          | Motor               | 1      | 2      | 3      | 4      | 5      | 6      | 7      | 8      | 9   | 10     | 11     | 12     | Helyezés | Pont |
| ---- | ------------------------ | --------------- | ------------------- | ------ | ------ | ------ | ------ | ------ | ------ | ------ | ------ | --- | ------ | ------ | ------ | -------- | ---- |
| 1959 | Equipe National Belge    | Cooper T51 (F2) | Climax V8           | MON Nk | 500    | NED    | FRA    | GBR    | GER    | POR    | ITA    | USA |        |        |        | -        | 0    |
| 1960 | Equipe National Belge    | Cooper T51      | Climax Straight-4   | ARG    | MON    | 500    | NED    | BEL 6  |        |        |        |     |        |        |        | 24.      | 1    |
| 1960 | Fred Tuck Cars           | Cooper T51      | Climax Straight-4   |        |        |        |        |        | FRA Ki | GBR Ki | POR    | ITA | USA    |        |        | 24.      | 1    |
| 1961 | Equipe National Belge    | Emeryson 1001   | Maserati Straight-4 | MON Nk | NED    |        |        |        |        |        |        |     |        |        |        | -        | 0    |
| 1961 | Equipe National Belge    | Lotus 18        | Climax Straight-4   |        |        | BEL Ki |        |        |        |        |        |     |        |        |        | -        | 0    |
| 1961 | UDT Laystall Racing Team | Lotus 18/21     | Climax Straight-4   |        |        |        | FRA Ki | GBR Ki | GER    | ITA    | USA    |     |        |        |        | -        | 0    |
| 1962 | Equipe National Belge    | Lotus 18/21     | Climax Straight-4   | NED    | MON    | BEL 9  | FRA    | GBR    |        |        |        |     |        |        |        | -        | 0    |
| 1962 | Equipe National Belge    | ENB             | Maserati Straight-4 |        |        |        |        |        | GER 16 | ITA    | USA    | RSA |        |        |        | -        | 0    |
| 1963 | Reg Parnell Racing       | Lola Mk4        | Climax V8           | MON    | BEL Ki | NED    | FRA    | GBR    | GER    | ITA    | USA    | MEX | RSA    |        |        | -        | 0    |
| 1965 | Scuderia Centro Sud      | BRM P57         | BRM V8              | RSA    | MON    | BEL 12 | FRA    | GBR    | NED    | GER    | ITA    | USA | MEX    |        |        | -        | 0    |
| 1968 | Cooper Car Co.           | Cooper T86B     | BRM V12             | RSA    | ESP    | MON 3  | BEL 6  | NED Ki | FRA    | GBR    | GER Ki | ITA | CAN Hn | USA Ki | MEX Ki | 17.      | 5    |

### Le Mans-i 24 órás autóverseny
| Év   | Csapat                    | Autó               | Csapattárs          | Helyezés | Kiesés oka    |
| ---- | ------------------------- | ------------------ | ------------------- | -------- | ------------- |
| 1956 | Ecurie Nationale Belge    | Ferrari 500TR      | Alain de Changy     | Kiesett  |               |
| 1957 | Ecurie Franchorchamps     | Ferrari 500TRC     | George Harris       | 7.       |               |
| 1958 | Ecurie Franchorchamps     | Ferrari 250TR      | Willy Mairesse      | Kiesett  | Baleset       |
| 1959 | Equipe Nationale Belge    | Ferrari 250TR 58   | Alain de Changy     | Kiesett  | Benzinpumpa   |
| 1960 | Equipe Nationale Belge    | Ferrari 250 GT SWB | Jean Blaton         | Kiesett  | Baleset       |
| 1961 | Ecurie Franchorchamps     | Ferrari 250 GT SWB | Georges Berger      | Kiesett  | Kuplunghiba   |
| 1962 | Maserati France           | Maserati Tipo 151  | Maurice Trintignant | Kiesett  | Felfüggesztés |
| 1963 | Aston Martin Lagonda Ltd. | Aston Martin DP125 | Phil Hill           | Kiesett  | Váltóhiba     |
| 1964 | Equipe Nationale Belge    | Ferrari 250 GTO    | Jean Blaton         | 5.       |               |
| 1965 | Maranello Concessionaires | Ferrari 250LM      | Mike Salmon         | Kiesett  | Váltóhiba     |
| 1966 | Holman & Moody            | Ford GT40 MK II    | Mario Andretti      | Kiesett  | Baleset       |
| 1967 | Holman & Moody            | Ford MK IV         | Mario Andretti      | Kiesett  | Baleset       |
| 1968 | John Wyer Automotive      | Ford GT40          | Pedro Rodríguez     | Győzelem |               |

## Fordítás
- Ez a szócikk részben vagy egészben  a   Lucien Bianchi című angol Wikipédia-szócikk fordításán alapul.  Az eredeti cikk szerkesztőit annak laptörténete sorolja fel. Ez a jelzés csupán a megfogalmazás eredetét és a szerzői jogokat jelzi, nem szolgál a cikkben szereplő információk forrásmegjelöléseként.

## Külső hivatkozások
- Profilja a grandprix.com honlapon (angolul)
- Profilja a statsf1.com honlapon (angolul)